# Distrikt Kyotera
Kyotera ist ein Distrikt in Zentraluganda. Die Hauptstadt des Distrikts ist Kasaali. 

## Lage
Zu den Distrikten, die den Distrikt Kyotera umgeben, gehören der Distrikt Rakai, der Distrikt Lwengo, der Distrikt Kalangala und der Distrikt Masaka. Direkt südlich des neuen Distrikts liegt der Distrikt Missenyi in der Region Kagera in Tansania.

## Geschichte
Der Distrikt Kyotera entstand 2017 aus Teilen des Distrikts Rakai.

## Demografie
Die Bevölkerungszahl wird für 2020 auf 261.000 geschätzt. Davon lebten im selben Jahr 22,2 Prozent in städtischen Regionen und 77,8 Prozent in ländlichen Regionen.